# Sinoe County
Sinoe County (Alternativschreibung Sino) ist eine Verwaltungsregion (County) in Liberia, sie hat eine Größe von 10.137 km² und besaß bei der letzten Volkszählung (2008) 102.391 Einwohner.
Die Verwaltungsregion untergliedert sich in 17 Distrikte. Die Hauptstadt ist Greenville im gleichnamigen Distrikt.
| Distrikt             | Ew. (2008) männlich | Ew. (2008) weiblich | Ew. (2008) Gesamt |
| -------------------- | ------------------- | ------------------- | ----------------- |
| Bodae                | 2.151               | 1.388               | 3.539             |
| Bokon                | 2.457               | 1.916               | 4.373             |
| Butaw                | 1.817               | 1.615               | 3.432             |
| Dugbe River          | 4.723               | 4.516               | 9.239             |
| Greenville           | 7.921               | 7.794               | 15.715            |
| Jaedae               | 1.928               | 1.611               | 3.539             |
| Jeadepo              | 4.240               | 3.655               | 7.895             |
| Juarzon              | 3.057               | 3.031               | 6.088             |
| Kpayan               | 5.535               | 5.126               | 10.661            |
| Kulu Shaw Boe        | 4.511               | 4.044               | 8.555             |
| Plahn Nyam           | 3.509               | 3.168               | 6.677             |
| Pynes Town           | 1.798               | 1.269               | 3.067             |
| Sansquin District #1 | 1.093               | 1.025               | 2.118             |
| Sansquin District #2 | 1.931               | 1.325               | 3.256             |
| Sansquin District #3 | 1.699               | 1.453               | 3.256             |
| Seekon               | 4.087               | 2.937               | 7.024             |
| Dowein               | 6.589               | 6.599               | 13.188            |
| Klay                 | 11.884              | 11.513              | 23.397            |
| Wedjah               | 2.310               | 1.751               | 4.061             |
| Suehn Mecca          | 9.025               | 8.4822              | 17.507            |
| Sinoe                | 54.767              | 47.624              | 102.391           |

Die Region liegt im Südosten Liberias an der Atlantikküste.

## Politik
Bei den 2005 durchgeführten ersten demokratischen Senatswahlen nach dem Bürgerkrieg wurden Mobutu Vlah Nyenpan und Joseph Nyenetue Nagbe, beide sind Politiker der APD, gewählt.